# Coviolo
Coviolo o Villa Coviolo (Chiviōl in dialetto reggiano) è una frazione del comune di Reggio Emilia.

## Geografia
Coviolo è situata a 4 km a sud-ovest dal centro della città, lungo la rive destra del torrente Modolena. Coviolo si sviluppa prevalentemente lungo le vie Carlo e Nello Rosselli e Bartolo da Sassoferrato, un tempo conosciute come "strada del Migliolungo".

## Storia
Villa Coviolo è ricordata per una violenta battaglia sostenuta nel 1023 dal marchese Bonifacio e suo fratello Corrado di Canossa, contro alcuni signori lombardi, che li avevano colti in un'imboscata, e se ne trova menzione col nome di Cuvilio in una donazione qui fatta al monastero di San Prospero Strinati nel 1046. Nel 1447 divenne un comune a sé ma venne aggregato in seguito a quello di Reggio, poi di Rivalta ed infine nel 1815 a quello di Reggio.

## Monumenti e luoghi d'interesse

### Architetture religiose
- Chiesa dei Santi Gervasio e Protasio, parrocchiale della comunità, venne edificata tra il 1723 al 1745. Conserva nella sua sala la statua in marmo che raffigura Santa Barbara, attribuita a Prospero Sogari detto "il Clemente", e un quadro Vandi datato 1742.
- Cimitero di Coviolo, anche noto come nuovo cimitero suburbano di Reggio Emilia, si trova nella frazione dagli anni ottanta.

### Architetture civili
- Monumento ai caduti nella Prima guerra mondiale

### Villa Levi
Nel territorio di Coviolo sorge  Villa Levi, maestoso edificio neoclassico su un terreno di 35mila metri quadri, il cui nucleo originale risale ai primi del Seicento.